# Eogranivora edentulata
Eogranivora edentulata — вид викопних птахів, що мешкав у крейдовому періоді (125 млн років тому).

## Історія
Викопні рештки знайдено у 2011 році у відкладеннях формації Їсянь на сході Китаю. Зразок складався з майже повного скелета з черепом. Спершу рештки віднесли до роду Hongshanornis. Згодом вияснилось, що Hongshanornis мав зуби, а цей птах був беззубим, тому у 2018 році командою китайських палеонтологія на основі решток було описано нові рід та вид. Родова назва Eogranivora перекладається як «ранній насіннєїд», а видовий епітет edentulata — «беззубий».

## Класифікація
Птах належить до Ornithuromorpha — базальної групи віялохвостих птах. У філогенетичній кладограмі рід знаходиться нижче Hongshanornithidae, але вище Archaeorhynchus.